# 람릴라
《람릴라》(힌디어: गोलियों की रासलीला रामलीला)는 2013년 개봉한 인도의 비극, 로맨스 영화이다. 산제이 릴라 반살리가 감독과 공동각본을 맡았으며, 셰익스피어의 희곡 《로미오와 줄리엣》이 영화의 원작이다.

## 출연

### 주연
- 디피카 파두콘
- 란비르 싱
- 프리양카 초프라
- 리차 차다

### 조연
- 압히마니우 싱
- 굴샨 데바이아
- 비반 바테나
- 수프리야 파닥